# Windows HPC Server 2008
Windows HPC Server 2008, 由Microsoft公司于2008年9月22日发行, 是Windows Compute Cluster Server 2003的后续版本，就像WCCS一样, Windows HPC Server 2008是设计于需要高性能计算集群的高端应用。 此服务器软件声称能有效扩展到数以千计的内核。针对于超算机的工作负荷，它存在很多的特点：比如高速的NetworkDirect RDMA接口，高效率且具有可扩展性的群集管理工具（Cluster Management Tools），针对面向服务的体系结构的作业计划工具（SOA Job Scheduler），以及基于开源接口MPICH2的消息传递接口，和通过“超算基础配置文件（High Performance Computing Basic Profile，HPCBP）”这个基于开放网格计算论坛（Open Grid Forum，OGF）标准特性来实现集群互通性。
2008年6月，美国国家超级电脑应用中心（National Center for Supercomputing Applications，NCSA）和微软进行的一个系统构筑合作计划超算在TOP500上排名第23位，其LINPACK数值化线性代数成绩为每秒68.5兆次的浮点运算（68.5 TFLOPS）。NCSA的超算机使用的就是Windows Server HPC和Red Hat Enterprise Linux 4这两种操作系统。之后在
2011年11月，这台超算系统的排名降到了第253位。
在2008年11月发布的TOP500排行榜上，由上海超级计算中心建立的一个基于Windows HPC操作系统的超算机凭借峰值计算每秒180.6兆次的浮点运算排名第11位。2011年11月，全球性能最强的500台超级计算机中，有0.2%（1台）的电脑使用Windows HPC，Linux则占据了91.4%，Unix居于第二位，占据了6%。

## Windows HPC Server 2008 R2
Windows HPC Server 2008 R2是基于Windows Server 2008 R2的操作系统，于2010年9月20日发布
。

## Windows HPC Pack
在Windows HPC Server 2008 R2之后，微软发布了HPC Pack以针对四种用途：普遍（Express）、企业（Enterprise）、工作站（Workstation）和计算时间获取（Cycle Harvesting）。之后的HPC Pack 2012的发布本身就包含了这四种能力导致需求被简化了。HPC Pack 2012可以被安装在任何基于Windows Server 2012标准版（Standard）和数据中心版（Datacenter）的计算机上。